# Aéroport d'Apucarana
L'aéroport d'Apucarana aussi appelé aéroport Capitão João Busse (code IATA : APU • code OACI : SSAP) est l'aéroport desservant Apucarana au Brésil. Il est nommé d'après le Capitaine João Alexandre Busse (1886-1921), le premier aviateur né dans l'état du Paraná.
Il est géré par la municipalité de Apucarana sous la supervision des Aeroportos do Paraná (SEIL).

## Historique
L'aéroport est dédié à l'aviation générale.

## Compagnies aériennes et destinations
Pas de vols réguliers de fonctionner à cet aéroport.

## Accès
L'aéroport est situé à 9 km au sud-est du centre-ville d'Apucarana.